# Енермучаш (Сернурський район)
Енермуча́ш (рос. Энермучаш, марій. Эҥермучаш) — присілок у складі Сернурського району Марій Ел, Росія. Входить до складу Верхньокугенерського сільського поселення.

## Населення
Населення — 113 осіб (2010; 101 у 2002).
Національний склад (станом на 2002 рік):
- марі — 100 %